# 봇치 더 록! (애니메이션)
《봇치 더 록!》(일본어: ぼっち・ざ・ろっく！ 봇치 자 롯쿠[*], BOCCHI THE ROCK!)은 하마지 아키의 동명의 만화를 원작으로 한 일본의 애니메이션이다. 2022년 10월부터 12월까지 TOKYO MX 외에서 방송되었다.
첫 앨범『결속 밴드』는, CD 첫 주 판매량 7.3만 장을 기록했으며, 다운로드 앨범 차트에서는 판매량 1위를 기록했다. 또한, 스포티파이의 '글로벌 탑 데뷔 앨범'에서 일본 음악으로는 유일하게 순위권에 오르며 큰 반향을 불러일으켰다. 또한, Blu-ray/DVD 1권은 첫 주에 1.4만 장이 판매되어 오리콘 주간 Blu-ray 랭킹에서 2위를 기록했다.
또한, 『뉴타입 애니메이션 어워드 2022-2023』에서 작품상(TV·스트리밍 작품), 감독상, 주제가상에서 1위를 차지했다. 더불어 해외 미디어 "Anime Trending"이 주최하는 『제9회 애니메이션 트렌드 어워드』에서 연간 최우수상인 '애니메이션 오브 더 이어'를 수상했으며, 최우수 각본상, 최우수 연출/콘티상, 최우수 사운드트랙상, 최우수 성우상, 코미디 애니메이션 부문 연간 최우수 작품상, 음악 애니메이션 부문 연간 최우수 작품상, 일상 애니메이션 부문 연간 최우수 작품상 등 8관왕을 달성했다.
2024년 6월에는 극장총집편의 전편, 같은 해 8월에는 후편이 공개되었다.
2025년 2월에 제2기의 제작이 발표되었다.

## 줄거리
원작을 부풀리면서도 거의 그대로 따르고 있다. 원작 단행본 2권 도중에 있는 문화제 라이브와 그 후 봇치의 새로운 기타 구입까지를 그리고 있다.

### 중학생
주인공 고토 히토리는 어느 날 아버지와 함께 보던 TV 프로그램을 계기로 밴드에 통경하게 되고, 하루에 6시간씩 연습할 정도로 기타에 열중하게 된다. 하지만 극도의 낯가림을 가진 히토리는 라이브는 물론 밴드를 결성하는 것도 할 수 없었고, 결국 중학교를 졸업하게 된다. 한편, '기타 히어로'라는 이름으로 동영상 게시 사이트에 커버 영상을 업로드하며 활동을 계속하고, 점차 두각을 나타내기 시작한다.

### 고등학생
“반드시 밴드를 해주겠어”라며 의욕을 가지고 고등학교에 입학한 히토리는, 아니나 다를까 입학 후 한 달이 지나도록 친구 한 명도 만들지 못하고 있었다. 어느 날 귀가 도중, 어떤 사정으로 기타리스트를 찾고 있던 소녀, 이지치 니지카에게 반강제로 라이브 하우스 「STARRY」로 끌려가게 되며, 니지카 및 밴드의 베이스 담당 야마다 료와 함께 라이브를 하게 된다. 료에게 '봇치'라는 별명을 얻고 서포트 기타리스트로서 염원하던 첫 라이브에 출연하게 된 히토리였지만, 실력은 있었음에도 불구 다른 사람들과 함께 연주하는 것에 익숙하지 않았기에, 실력을 발휘하지 못한 채 첫 라이브를 마치게 된다.
첫 라이브 후, 히토리는 니지카가 기타리스트를 찾고 있던 이유가 기타/보컬이 직전에 그만둔 것 때문임을 알게 된다. 그렇게 결속 밴드는 새로운 기타/보컬을 찾게 된다. 어느 날, 히토리가 학교의 한 구석에 숨어 있을 때, 키타 이쿠요라는 소녀가 과거에 밴드 활동을 했었다는 이야기를 듣게 된다. 히토리는 다양한 방법으로 이쿠요를 밴드에 권유하지만, 사실 이쿠요는 기타를 친 경험이 없었고, 밴드에 들어간 것도 선배를 만나기 위해서였다는 사실이 밝혀진다. 또한, 이쿠요는 기타 연습에 좌절하여 밴드를 그만두게 되었다는 사실이 밝혀진다. 그리하여 이쿠요는 이전 밴드 멤버들에게 사과하고 싶다고 고백, 히토리에게 기타를 가르쳐달라고 간절히 부탁한다. 그 열정에 압도된 히토리는 방과 후 이쿠요와 함께 라이브 하우스 「STARRY」로 향하고 있었지만, 이쿠요가 갑자기 "거기에는 절대로 갈 수 없어"라고 말하기 시작한다. 그때, 니지카와 료가 합류한다. 그 후, STARRY에 도착한 네 사람은 사실 이쿠요가, 니지카가 기타리스트를 찾게 만든 원인인 ‘도망친 기타/보컬’이었다는 사실을 알게 된다. 갑자기 도망친 죄책감을 씻기 위해, 이쿠요는 라이브 하우스의 일을 돕게 되지만, 압도적인 커뮤니케이션 능력에 히토리는 또 다시 압도당하게 된다.
그 후, 기타・고토 히토리, 드럼・이지치 니지카, 베이스・야마다 료, 기타/보컬・키타 이쿠요로 네 명이 밴드를 결성하게 되어, 네 명은 서로 관계를 맺으며 밴드 활동을 시작하게 된다.

## 등장인물
- 고토 히토리（ごとう ひとり） - 성우: 아오야마 요시노[12]
- 이지치 니지카（いじち にじか） - 성우: 스즈시로 사유미[12]
- 야마다 료（やまだ リョウ） - 성우: 미즈노 사쿠[12]
- 키타 이쿠요（きた いくよ） - 성우: 하세가와 이쿠미[12]
- 히로이 키쿠리（ひろい きくり） - 성우: 센본기 사야카
- 이지치 세이카（いじち せいか） - 성우: 우치다 마아야
- PA씨（ぴーえーさん） - 성우: 코이와이 코토리
- 고토 후타리（ごとう ふたり） - 성우: 와타다 미사키

## 스태프
|                          | 제1기                             | 제2기              |
| ------------------------ | --------------------------------- | ------------------ |
| 원작                     | 하마지 아키                       | 하마지 아키        |
| 감독                     | 사이토 케이이치로                 | 야마모토 유스케    |
| 부감독                   | 야마모토 유스케                   | 발표 예정          |
| 시리즈 구성·각본         | 요시다 에리카                     | 요시다 에리카      |
| 캐릭터 디자인 총작화감독 | 케로리라                          | 케로리라           |
| 캐릭터 디자인 총작화감독 | 빈칸                              | 오다 케이몬        |
| 라이브 디렉터            | 카와카미 유스케                   | 발표 예정          |
| 라이브 애니메이터        | 이토 유키                         | 발표 예정          |
| 프롭 디자인              | 나가키 아유미                     | 발표 예정          |
| 2D 웍스                  | 우메키 아오이                     | 발표 예정          |
| 색채 설계                | 요코타 아스카                     | 발표 예정          |
| 미술 감독                | 모리야스 야스나오                 | 발표 예정          |
| 미술 설정                | taracod                           | 발표 예정          |
| 촬영 감독                | 카나모리 츠바사                   | 발표 예정          |
| CG 디렉터                | 미야지 카츠아키                   | 발표 예정          |
| 라이브 CG 디렉터         | 우치다 히로아키                   | 발표 예정          |
| 편집                     | 히라키 다이스케                   | 발표 예정          |
| 음향 감독                | 후지타 아키코                     | 발표 예정          |
| 음향 효과                | 야소 쇼타                         | 발표 예정          |
| 음악                     | 키쿠야 토모키                     | 발표 예정          |
| 음악 프로듀서            | 야마노우치 마사하루               | 발표 예정          |
| 음악 디렉터              | 오카무라 겐                       | 발표 예정          |
| 음악 제작                | 애니플렉스                        | 발표 예정          |
| 제작총괄                 | 시미즈 아키라                     | 발표 예정          |
| 프로듀서                 | 이시카와 타츠야 코바야시 히로유키 | 발표 예정          |
| 어소시에이트 프로듀서    | 타카야마 미키히로                 | 발표 예정          |
| 애니메이션 프로듀서      | 우메하라 쇼타                     | 발표 예정          |
| 애니메이션 제작          | CloverWorks                       | CloverWorks        |
| 제작                     | 애니플렉스, 호분샤                | 애니플렉스, 호분샤 |

## 제작

### 기획
캐릭터 디자인·총작화 감독의 케로리라가 원작의 팬이었기 때문에, 애니화한다면 관여하고 싶다고, 이전부터 정보를 찾고 있었다. 2019년 6월경, CloverWorks 프로듀서 우메하라 쇼타와 프라이빗으로 나갔을 때, 애니화 기획이 없는지 이야기하다가, 그 자리에서 상사인 CloverWorks 집행 임원의 후쿠시마 유이치에게 전화로 확인했는데, 같은 시기에 모회사 애니플렉스에서 원작의 팬이던 타카야마 미키히로가 애니화 기획서를 우연히 CloverWorks로 가져왔기 때문에, 우메하라 반이 제작에 입후보하는 형태로 애니메이션 기획이 시동했다.
감독에 사이토 케이이치로가 기용된 이유는 "함께 작품을 만들어 보고 싶다"라는, 케로리라의 희망에 의한 것이다. 다른 작품으로 인연이 있어 실력도 알고 있던 우메하라가 말을 거는 형태로 참가가 되었다. 그 외의 조직은, 우메하라가 각 스태프와의 궁합이나 스케줄을 생각해 짰다. 우메하라는 이전에 소속되어 있던 스튜디오인 동화공방에서, 《삼자삼엽》등 키라라 작품에 참가한 경험이 있어, 참가 스탭도 《NEW GAME!》, 《미확인으로 진행형》감독의 후지와라 요시유키 등 동화공방 시대에 함께 일한 스태프가 기용되었다. 또, 오프닝 원화 등에는 《삼자삼엽》의 캐릭터 디자인인 야마자키 준과, 《케이온!》의 캐릭터 디자인인 호리구치 유키코가 참가했다.
시리즈 구성·각본의 요시다 에리카의 기용은 애니플렉스측으로부터의 제안으로, 모든 화에서 각본을 담당한다. 제1화의 초고는 2020년 12월 13일에 완성되었다. 《사랑하고 사랑받고, 차고 차이고》의 인연으로 소개되어 사이토도 과거작의 각본을 보고 기용을 원했기 때문이다.
라이브 디렉터는 우메하라의 팀이 제작을 담당한 《원더 에그 프라이어리티》에서 액션 디렉터를 담당하고, 《그 비스크 돌은 사랑을 한다》에서 제8화의 그림 콘티·연출을 맡은 카와카미 유스케가 담당한다. 부감독의 야마모토 유스케나 각 화수의 연출가, 작화감독 등은 상기 두 작품의 스태프가 많이 참가했다.
한편, 배경 미술, 색채 설계·마무리(채색), 촬영 처리에 관해서는 CloverWorks 사내 팀이 제작을 담당한다. 《아케비의 세일러복》의 색채·미술을 담당한 요코타 아스카와 모리야스 야스나오가 이끄는 사내 팀으로, 색채와 배경 미술을 다룬다. 3DCGI는 CloverWorks의 CG 제작을 하고 있는 Boundary가 담당해, 마무리·미술·촬영·CG의 내제율이 높은 제작 현장이 되었다.

### 연기·캐스팅
캐스팅은 원작자 하마지 아키도 참가했고, 스태프 내에서 의견이 깨졌을 때에는 하마지의 의견을 바탕으로 결정되었다. 특히 키타 역은 가창 테스트도 실시해, 키다다움과 가창력의 양쪽에서 판단되었다.
주인공 고토 히토리 역에는 아오야마 요시노가 기용되었다. 아오야마는 자신의 학생시절을 되돌아 보았을 때에 예전에는 아싸였음을 느끼고 오디션에서는 그다지 아싸로서의 역할을 의식하지 않고, 과거의 자신을 있는 그대로 표현했다고 말했다. 또, 자신이 지금까지 연기한 캐릭터 중에서 히토리에게 특히 공감하는 부분이 많아, 자신의 경험이 활용되고 있다고 느끼고 연기하고 있어 즐거웠다고도 이야기했다.
키타 역의 하세가와 이쿠미는 가창에 관해서, 캐릭터 송을 부를 때처럼 연기한 역을 표현하는 것이 아니라, 결속 밴드의 곡인 것을 의식해 악곡이나 밴드의 장점을 돋보이는 노래 방법을 의식했다. 그래서 하세가와와 키타가 섞인 '노래를 잘하는 여고생'의 목소리를 의식하고, 키타다움보다 곡조나 가사를 의식한 가창을 했다. 이것은 프로 아티스트도 평소 말하는 목소리와 가창의 목소리가 다른 경우가 많다는 것도 의식했다.

### 구성·연출
사이토는 연출에 관해서, 히토리와 다른 캐릭터의 커뮤니케이션이 너무 성립하지 않도록 유의하고 있으며, 대화의 도중에 히토리가 자신의 세계에 들어가 있는 동안에, 다른 캐릭터의 대화가 그대로 진행해 가는 등 각본 단계부터 요시다와 함께 내용을 컨트롤하고 있다. 거기에서 그림 콘티에 떨어뜨릴 때에, 히토리의 대화가 시청자에게 들려주기 위한 내용인가, 소리로서 울리고 있을 뿐인가, 정사하면서 장면 구성을 정돈해 나가는 수법이 취해졌다. 또 기본 원작에 따른 내용이면서도, 개그신의 기세를 애니메이션이기 때문에 가능한 표현으로서 그리기 위해, 원작자 등의 출판사 측과 상담하면서, 4컷의 내용을 메우는 것 같은 개그신을, 애니메이션으로 성립하도록 애니메이션 오리지널로 추가한다.
구성으로서는 상기의 내용 외에, 1화 단위로 이야기로서 성립시키기 위해 오프닝이나 엔딩의 들어가는 방법, 그 화수의 마치는 부분 등이 제대로 정리하도록 구성되었다. 원작 측에서는 "무언가를 칭찬하는 표현은 하지 않는다", "악인은 만들지 않는다"는 점을 중시해 의견을 공유했다. 그 외에 원작 측에서 영상 제작에 대한 요구는 특별히 없고, 하마지는 작품의 의견번으로서, 기본적으로는 스태프 측의 질문에 답하는 형태로 제작이 진행되었다. 한편 음악관련은 원작 측과 애니플렉스의 음악팀이 밀접하게 연계되어 제작하고 있다.
애니메이션에서는 사이토 자신이 애니메이터 출신의 감독이기 때문에 움직임에는 특히 구애되어 캐릭터성을 레이아웃이나 포징, 연극 등 영상으로 강하게 표현해 나갈 방침이 취해졌다. 사이토는 본작으로 그림 콘티를 4개, 연출을 2개, 오프닝 감독을 담당했다. 엔딩에는 사이토의 강한 희망으로 스즈키 하루카가 기용되어, 스즈키가 소속하고 있는 Pie in the sky가 제작을 맡았다.
캐릭터 디자인은 당초, 선이 많아 디테일의 세세한 디자인이 상정되고 있었지만, 사이토가 상기와 같이 움직임을 중시한 디자인을 의뢰해서 선이 적은 대담하게 움직이는 것을 전제로 한 디자인으로 설정되었다. 이것은 애니메이터의 부담 경감으로도 이어졌다. 제작시에 연재가 진행되고 있던, 단행본 3권 서두 무렵의 도안을 기준으로 디자인되었다.
케로리라는 디자인이나 총작화감독 작업 외에 원화로서도 본작에 참가, 전화수로 원화를 담당한다. 특히 제1화의 원화 담당 장면은 화면의 기준이 되도록 그려져 있으며, 제1화 서두 등의 원화를 담당했다. 본래라면 작화 감독은 완성 원화를 수정해 전체의 통일감을 내는 것이 일반적인 가운데, 케로리라가 원화를 담당해 전체와 이미지를 공유하는 것으로, 본작다움을 내면서도 각 애니메이터의 개성을 내고 작화의 바리에이션을 풍부하게 하는 것을 목적으로 한다. 그 때문에 수정시에도 애니메이터의 개성은 남기고 일부러 다른 분위기의 캐릭터가 그려졌다. 애니메이션에 있어서 1화수에 필요한 컷수는 약 300 컷이라고 해, 단발의 참가는 아니고, 복수의 화수로 참가하고 있는 애니메이터에서도 많아 100 컷도 담당하지 않는 것이 일반적인 가운데, 케로리라는 전체적으로 약 600컷의 원화를 혼자 담당했다.
연주 씬은, 액터가 연주한 영상을 참고로 콘티 작성이나 작화를 하고 있지만, 그 때에 각 액터마다 캐릭터를 의식한 연극을 지도했다. 또한 모션 캡처와 버추얼 카메라도 구사한다. 반면 CG는 사용하지 않고, 모두 손으로 그려서 표현되었다.

### 음악
음악 제작은 이 작품의 제작(製作)과 프로모션 등을 맡는 애니플렉스가 담당한다. 주제가·극중곡은 편곡의 대부분을 미츠이 리츠오가 담당한다. 작사·작곡은 히구치 아이, 오토하-otoha-, KANA-BOON 기타 보컬의 타니구치 마구로, tricot·제니 하이 기타 보컬의 나카지마 잇큐, ZAQ, 쿠사노 카요코 등 많은 아티스트가 참가하고 있어 제작된 악곡은 애니메이션 미등장 악곡도 포함해 14곡이 된다. 참여하고 있는 작곡진과 음악 스태프 다수는 극중에 등장하는 라이브 하우스 "시모키타자와 STARRY"의 모델이 된 라이브 하우스 "시모키타자와 SHELTER"나 시모키타자와에 관련된 음악에 관련된 인물을 대거 기용했다.
음악 디렉터는 WAVERIDER 소속 오카무라 겐이 담당한다. 작중의 노래에 관해서는 원작자 하마지와 원작 음악 감수 Instant와 협의하면서 방향성을 정했고, 악곡 제작은 2019년부터 시작했다. 그 때 처음으로 제작된 악곡이 〈청춘 콤플렉스〉의 커플링 곡인 〈외톨이 도쿄〉이며 이 곡을 기반으로 다른 악곡도 제작을 해나갔다. 음악 제작에 있어서는 원작 팀과 음악 제작 팀 사이에 있는 "시모키타자와 걸즈 밴드"의 이미지의 정의를 정하는 것부터 시작해, 시모키타자와에 유래 있는 작곡진에 참가를 의뢰하면서 악곡의 방향성을 굳혔다. 오카무라 자신도 젊은 시절에는 "시모키타자와 SHELTER"에 드나들던 시기가 있어 작곡을 담당한 인선에 큰 영향을 주었다.
결속 밴드 이외의 노래에 관해서는 애니플렉스의 음악 부문·SS팀에서 제작하고, SICK HACK의 악곡 작성 등을 했다. 또 SICK HACK 〈나만 유령〉의 작사를 맡았던 니시다 케이키는 제2화에 등장하는 밴드의 작사·작곡·가창을 담당했다. 제2화와 제11화에서 사용한 악곡은 니시다 자신의 학생 시절의 악곡이다.
오프닝이나 극중 노래의 작사에 관해서는 오토하-otoha-, 히구치 아이, ZAQ의 3명을 주체로 작사 작업을 의뢰했다. 그 때, 히토리가 작사를 하고 있는 점이나 컨셉의 설명 등도 3명에게 했다. 3명 모두 원작은 이미 읽고 있어 컨셉도 어느 정도 공유되어 노래가 제공되었다. 작중에 등장하는 극중곡 중 〈기타와 고독과 푸른 행성〉과 〈그 밴드〉는 실제로 원작 1권으로 등장한 악곡의 제목이 되었다. 엔딩 테마에 대해서는 원작의 컨셉에도 영향을 주고 있는 ASIAN KUNG-FU GENERATION의 악곡을 커버해 나가는 방안이나 모두를 결속 밴드의 악곡으로 하는 방안 등, 여러 가지 방안이 오르고 있었다. 그리고, 실제로 악곡 제작이 진행되는 가운데, '결속 밴드로서의 악곡을 시청자에게 전달하기 위해 제일선에서 활약하는 아티스트에게 곡을 제공해 주고, 그것을 각 캐릭터가 노래한다' 안과, 당초에 나온 ASIAN KUNG-FU GENERATION의 악곡을 커버하는 안을 겸하는 형태로 제작이 진행되었다. 커버에 관해서는, 애니플렉스 경유로 ASIAN KUNG-FU GENERATION과 그 소속 사무소에 전해져, 원작의 상세나 애니메이션화 등을 설명한 후에 기용이 결정되었다.
음향 면에서는 사운드에 관해서 오른쪽 채널에서는 히토리의 리드 기타, 왼쪽 채널에서는 키타의 기타 소리가 들리도록 MIX되었다. 녹음에서는 최대한 겹쳐 녹화 하지 않고, 4명의 악기 소리 이외에는 최대한 사용하지 않았다. 그만큼, 음의 수가 적어지기 때문에, 앰프를 5대 사용하는 등 미세 조정을 했다. 또, 오카무라는 작중의 마이크의 세우는 방법이나 이펙터, 각종 배선 등의 세세한 부분에 대한 감수에도 협력하며, 편곡 담당 미츠이와 공동으로 담당한다. 작중에서 히토리가 혼자 연주하고 일부 가창도 하는 기타 씬에 관해서는 극반 담당의 키쿠야 토모키가 맡았다.
제8화 〈기타와 고독과 푸른 행성〉에서는 작중에서 결속 밴드 멤버가 긴장해서 연주를 잘 할 수 없는 장면을 재현하기 때문에 연주 OK테이크를 수록한 뒤 '긴장한 연주'를 한번 더 수록했다. 특히 드럼에 관해서는 리듬을 굳이 어긋나는 연주를 주문했으며, 드럼 연주가 어긋나는 것으로 히토리의 기타와 야마다의 베이스 연주의 리듬이 깨지거나 키타가 못 치는 과정을 재현했다. 이 장면의 가창에 관해서는 노래를 따로 수록하는 것이 아니라 더빙의 흐름에서 그대로 수록했다. 두 번째 노래인 〈그 밴드〉에 관해서는 다른 스튜디오에서 노래를 고쳐 녹음했지만 CD음원과는 별도로 수록했으며 첫 번째 곡의 긴장으로부터 서서히 고쳐지는 제대로 된 것이 아닌 가성 라는 설정으로 다시 녹음했다. 최종화의 극중곡 〈별자리가 될 수 있다면〉은 보틀넥 주법의 장면을 재현하기 위해서 인터넷 스트리밍되는 싱글과 별도로 실제로 줄이 끊어진 기타로 연주한 더빙 녹음 음원을 사용하고 있으며 히토리가 한 주법으로 연주했다. 이 곡은 연주 중에 히토리의 1줄이 끊어지는 장면에서 사용되어 이 전개를 바탕으로 편곡해 기타 솔로 후에는 1줄을 쓰지 않고도 연주 자체는 가능한 악곡이 되었다. 싱글 스트리밍이나 앨범에 수록된 음원에 관해서는, 작중에서 히토리가 치던 본래의 기타 솔로도 수록되었다. 마찬가지로 최종화의 극중곡 〈잊어주지 않을 거야〉도 앨범 수록곡 음원과 달리 레코딩에서는 컷하는 노이즈를 남기고 악기를 치고 있지 않을 때의 앰프에서 울리는 소음을 일부러 남겼다.
최종화 〈너에게 아침이 내린다〉에서는 결속 밴드 멤버 이름의 유래가 된 ASIAN KUNG-FU GENERATION의 곡에서 〈구르는 바위, 너에게 아침이 내린다〉가 커버곡으로 선보였다. 선곡에는 원작자 하마지도 관련되어, 주인공 히토리의 이미지에 맞춘 선곡이 이루어졌다. 당초에 하마지는 애니메이션의 극중 노래와 관계 없이 만일 결속 밴드의 커버 곡 기획이 있었다면 이 곡을 커버하라고 관계자에게 말했으며 "봇치에게 가장 맞는 곡"으로 기용되었다. 그 제목은 애니메이션의 제1화와 최종화의 부제로도 기용되었다. 부를 때는 "히토리가 부른다는 점"을 강조했고, "앗"과 말을 하는 히토리의 숨 소리가 믹스로 재현할 수 있게 조정했다. 커버할 때에는 ASIAN KUNG-FU GENERATION이 공식 SNS에 메시지를 보냈다.
극중 음악은 애니메이션 방영에 맞춰 유튜브에서 뮤직비디오를 공개하고, 동시에 음원을 배포하는 전략을 통해 '곡을 계기로 애니메이션을 알게 되었다'는 방식으로 애니메이션 시청자가 아닌 사람들에게도 주목받으며, 애니메이션의 인기를 크게 끌어올리는 데 기여했다.

### 연주 장면
연주 장면은 액터가 연주한 영상을 참고로 콘티 작성이나 작화를 하는데 그 때 각 액터마다 캐릭터를 의식한 연극을 지도했다. 이 연극의 감수는 원작팀도 참가했으며, 하마지로부터 나온 캐릭터의 세세한 행동 지적 움직임에 반영되어 있으며, 일부 라이브 씬에서 애니메이션만의 이야기의 흐름을 만들기 위해서 원작 음악 감수 Instant의 안에서 구성을 일부 변경하는 부분도 있다. 모션 액터는 솔리드 큐브에서 담당한다. 《BanG Dream!》의 MV 애니메이션이나 《프로젝트 세카이》의 Leo/need의 액터도 맡아 연주를 할 수 있는 멤버를 인선했다. 라이브 애니메이션 제작으로는 액터의 모션 캡쳐를 녹화하고 그 소재를 바탕으로 버추얼 카메라로 CG 레이아웃을 결정하는 작업을 했다. 이 공정에서 라이브 디렉터 라이브 콘티·연출의 카와카미 유스케와 라이브 CG 디렉터 우치다 히로아키를 중심으로 화면 구성을 한다. 이들의 모션 캡쳐 라이브 CG 웍스(간이 CG 모델링, CG 레이아웃)은 exsa 주식회사가 담당한다. 그 후 완성된 3DCG베이스의 화면 구성을 라이브 애니메이터의 이토 유키를 중심으로 하는 라이브 애니메이터 팀이 받고 레이아웃도 포함한 모든 컷을 손으로 직접 그린 원화에 재구축했다. 라이브 장면의 원화는 제1화를 이토, 제5화를 이토와 MYOUN, 제6화를 와타나베 사쿠라, 제8화의 2곡을 TOMATO가 중심이 되어 맡았다.

### 제2기
2025년 2월 15일, 결속밴드 투어 “We Will B”에서 2기의 제작 결정 소식이 발표되었다. 애니메이션 후속작에 대한 이야기는 종종 나왔지만, 공식적으로 결정된 것은 2025년 이후라고 한다.
감독은 1기를 맡았던 사이토 케이이치로에서, 당시 부감독이었던 야마모토 유스케로 교체되었다. 이에 대해 사이토는 “1기 제작 당시 스태프들에게 큰 부담을 주었고, (전망 등 앞날에 대한) 자신의 생각이 짧았다”고 밝히며 퇴장 이유를 설명했다. 또한 “후속작에서는 음악 애니메이션으로서의 요소가 더욱 강화될 필요가 있다”, “《봇치 더 록! 제1기》는 내게 있어 하나의 완결된 작품”이라며 후임으로 야마모토를 추천했다.
또한, “다른 작품(장송의 프리렌)을 우선시한 것은 아니다”라고 언급하며, 여전히 《봇치 더 록!》을 좋아하는 작품으로 여기고 있으며, 제작사 CloverWorks에서도 자신의 자리가 있기 때문에 원화 등 어떤 형태로든 다시 관여할 가능성을 열어두었다.
캐릭터 디자인에는 새롭게 오다 케이몬이 참여하며, 기존의 케로리라는 이를 지원하는 역할로 전환된다. 이에 대해 케로리라는 CloverWorks에 “《봇치 더 록!》을 보고 입사했다”는 신인들이 늘어나고 있어, 후임 양성의 의미도 담아 1기에서 뛰어난 원화를 담당했던 오다 케이몬을 추천했다고 설명했다. 이러한 스태프 교체의 배경에 대해서는, 애니메이션 속편 결정이 발표된 당일 2025년 2월 15일 공개된 ‘봇치 더 라디오!’ 특별편에서 직접 언급했다.
각본은 요시다 에리카가 계속 담당한다. 이에 대해 요시다는 “(남에게 넘기지 않고) 자신의 욕망에 충실한 것이 《봇치 더 록!》답지 않을까 생각했다”고 라디오에 말했다.

## 반향·평가

### 반향
2022년 4분기는 《기동전사 건담 수성의 마녀》, 《SPY×FAMILY》, 《체인소 맨》 등의 화제작, 대형 타이틀의 애니메이션 방송에 묻힌 것도 있어, 《봇치 더 록!》은 방송 개시 직후까지 주목도는 그리 크지 않았다. 하지만 방송이 진행되면서 주목도가 점점 상승해 SNS를 중심으로 화제가 된다. 그 결과 원작 만화 단행본의 판매량도 상승해 중판을 반복하지만 품귀 현상이 이어졌다. 극중 연주 장면이나 주제가, 극중곡은 애니메이션으로 공개된 직후에 YouTube에서 애니플렉스 공식 채널에서도 공개되어 많은 시청자를 모았고, 거의 동시에 악곡이 음악 스트리밍 및 다운로드 사이트에서 공개되어 판매량을 늘렸고, 애니메이션 종료 후 발매된 앨범 《결속 밴드》는 톱 세일즈가 되었을 뿐만 아니라 작중에 등장하는 악기 등의 판매량도 상승했다. 작중의 무대가 된 시모키타자와는 이른바 성지순례의 대상으로 현지를 방문하는 사람이 늘어났고, 작중에 등장하는 라이브 하우스 'STARRY'의 모델인 '시모키타자와 SHELTER'에서 라이브를 체험하는 사람도 늘었다고 한다. 한편, 현지의 라이브 하우스나 점포, 주민에게 폐가 되지 않도록 《봇치 더 록!》 공식 트위터가 주의를 요구하는 사태도 발생했다. Web 라디오도 화제가 되고, 원작이나 애니메이션에는 일절 등장하지 않고 라디오에서만 언급된 프레쉬니스 버거와의 콜라보레이션 기획이 급히 이루어지는 등의 영향도 나왔다.

### 평가
이러한 화제가 된 요인으로서 작품의 단순한 재미, 영상 퀄리티 뿐만 아니라, 리얼한 연주 장면이나 뛰어난 곡이 화제가 된 것 외에 자금마련이나 관람객을 모으는 것과 같은 것을 고민하는 등 젊은 밴드 활동의 리얼함 등이 음악 관계자와 밴드 경험자의 주목도 모은 점이 있다. 이 작품의 등장 캐릭터의 이름 등의 모티브가 된 ASIAN KUNG-FU GENERATION의 고토 마사후미도 이 작품의 개그나 이야기의 재미, 연주 장면 등의 리얼함을 평가했다.
극중에서, 고토 히토리가 동영상 투고 사이트에서는 유명 기타리스트이지만 대인 커뮤니케이션에 서투른다고 하는 설정은, '인터넷상에서 개인으로도 음악 활동을 할 수 있다', '인터넷상에서 주목을 받아도, 현실 사회에서는 잘 되지 않는 갭을 안고 있는 사람이 있다'는 현대의 모습을 잘 나타내고 있다고도 평가받았다.
기존 4컷 만화인 원작의 내용을 보완하는 형태로 확장시킨 각본에 경우 '원작의 장점을 지우지 않으면서 장점을 살린 연출' 등으로 원작 팬들로부터도 호평을 얻었다.

## 주제가
따로 표기가 없는 한 노래는 결속 밴드 명의다. 보컬은 따로 표기가 없는 한 키타 이쿠요(하세가와 이쿠미).

### 오프닝 테마
청춘 콤플렉스(青春コンプレックス)
제1기 오프닝 테마. 작사는 히구치 아이, 작곡은 오토하-otoha-, 편곡은 미츠이 리츠오.

### 엔딩 테마
Distortion!!
제1기 제1화~제3화 엔딩 테마. 작사·작곡은 타니구치 마구로(KANA-BOON), 편곡은 미츠이 리츠오.
달각달각(カラカラ)
제1기 제4화~제7화 엔딩 테마. 보컬은 야마다 료(미즈노 사쿠). 작사·작곡은 나카지마 잇큐(tricot), 편곡은 미츠이 리츠오.
뭐가 나빠(なにが悪い)
제1기 제8화~제11화 엔딩 테마. 보컬은 이지치 니지카(스즈시로 사유미). 작사·작곡은 키타자와 유호(the peggies), 편곡은 미츠이 리츠오.
구르는 바위, 너에게 아침이 내린다(転がる岩、君に朝が降る)
제1기 제12화 엔딩 테마. 보컬은 고토 히토리(아오야마 요시노). 작사·작곡은 고토 마사후미(ASIAN KUNG-FU GENERATION), 편곡은 미츠이 리츠오. ASIAN KUNG-FU GENERATION의 곡의 커버다.

### 삽입곡
기타와 고독과 푸른 행성(ギターと孤独と蒼い惑星)
제1기 제5화, 제8화 극중곡. 작사는 ZAQ, 작곡은 오토하-otoha-, 편곡은 akkin.
그 밴드 -노상 라이브 instrumental-(あのバンド -路上ライブ instrumental-)
제1기 제6화 극중곡. 작곡은 쿠사노 카요코, 편곡은 미츠이 리츠오.
그 밴드(あのバンド)
제1기 제8화 극중곡. 작사는 히구치 아이, 작곡은 쿠사노 카요코, 편곡은 미츠이 리츠오.
나만 유령(ワタシダケユウレイ)
제1기 제10화 극중곡. 노래는 SICK HACK, 작사는 니시다 케이키, 작곡은 아다니야 코키, 편곡은 akkin.
잊어주지 않을 거야(忘れてやらない)
제1기 제12화 극중곡. 작사는 ZAQ, 작곡은 요시오카 다이치, 편곡은 미츠이 리츠오.
별자리가 될 수 있다면(星座になれたら)
제1기 제12화 극중곡. 작사는 히구치 아이, 작곡은 나이토 히데마사, 편곡은 미츠이 리츠오.

## 에피소드 목록
각화의 제목은 작품의 제목이 붙은 8화 이외에는 'ASIAN KUNG-FU GENERATION'의 곡명이 모티브가 되었다.
| 화수 | 제목                                | 그림 콘티                                 | 연출                                      | 작화 감독                                       | 방송일          |
| ---- | ----------------------------------- | ----------------------------------------- | ----------------------------------------- | ----------------------------------------------- | --------------- |
| #01  | 転がるぼっち 구르는 봇치            | 사이토 케이이치로                         | 사이토 케이이치로                         | 케로리라                                        | 2022년 10월 9일 |
| #02  | また明日 내일 봐                    | 사이토 케이이치로                         | 후지와라 요시유키                         | 스케가와 히로히코                               | 10월 16일       |
| #03  | 馳せサンズ 달려오다                 | 야마모토 유스케                           | 야마모토 유스케                           | 나카무라 하야테                                 | 10월 23일       |
| #04  | ジャンピングガール（ズ） 점핑걸(즈) | 카리야 노부히데                           | 카리야 노부히데                           | 마링 송 케로리라                                | 10월 30일       |
| #05  | 飛べない魚 날 수 없는 물고기        | 카와카미 유스케                           | 카와카미 유스케                           | 타카하시 사키                                   | 11월 6일        |
| #06  | 八景 팔경                           | 후지와라 요시유키 카와카미 유스케(라이브) | 후지와라 요시유키 카와카미 유스케(라이브) | 케로리라 토미타 마리                            | 11월 13일       |
| #07  | 君の家まで 너의 집까지              | 아마타쟌치키                              | 시노하라 케이스케                         | 케로리라 박세영 이시다 카즈마사 카와츠마 토모미 | 11월 20일       |
| #08  | ぼっち・ざ・ろっく 봇치 더 록       | 사이토 케이이치로                         | 세오 타케시 카와카미 유스케(라이브)       | 케로리라 Franziska van Wulfen TOMATO            | 11월 27일       |
| #09  | 江ノ島エスカー 에노시마 에스카      | 히라미네 요시히로                         | 히라미네 요시히로                         | 이토 히로키                                     | 12월 4일        |
| #10  | アフターダーク 애프터 다크          | 카와카미 유스케                           | 카와카미 유스케 후지와라 요시유키         | 케로리라 키쿤 타카하시 사키 마링 송             | 12월 11일       |
| #11  | 十二進法の夕景 십이진법의 저녁 풍경 | 야마모토 유스케                           | 야마모토 유스케                           | 스케가와 히로히코                               | 12월 18일       |
| #12  | 君に朝が降る 너에게 아침이 내린다   | 사이토 케이이치로                         | 사이토 케이이치로                         | 케로리라                                        | 12월 25일       |

## 관련 상품

### BD / DVD
| 권 | 발매일           | 수록화          | 규격품번      | 규격품번      |
| 권 | 발매일           | 수록화          | BD 한정판     | DVD 한정판    |
| -- | ---------------- | --------------- | ------------- | ------------- |
| 1  | 2022년 12월 28일 | 제1화 - 제2화   | ANZX-16341/2  | ANZB-16341/2  |
| 2  | 2023년 1월 25일  | 제3화 - 제4화   | ANZX-16343/4  | ANZB-16343/4  |
| 3  | 2023년 2월 22일  | 제5화 - 제6화   | ANZX-16345/6  | ANZB-16345/6  |
| 4  | 2023년 3월 22일  | 제7화 - 제8화   | ANZX-16347/8  | ANZB-16347/8  |
| 5  | 2023년 4월 26일  | 제9화 - 제10화  | ANZX-16349/50 | ANZB-16349/50 |
| 6  | 2023년 5월 24일  | 제11화 - 제12화 | ANZX-16351/2  | ANZB-16351/2  |

### 음악 관련 상품

#### 싱글
| 발매일           | 타이틀                                                   | 규격품번   | 비고 |
| ---------------- | -------------------------------------------------------- | ---------- | --- |
| 2022년 10월 12일 | 青春コンプレックス 청춘 콤플렉스                         | SVWC-70594 | 오프닝 테마 〈청춘 콤플렉스〉와, 커플링 곡 〈외톨이 도쿄〉 및 각 Instrumental판 총 4곡을 수록. 〈청춘 콤플렉스〉만 선행하고 10월 9일부터 디지털 발매 |
| 2022년 10월 9일  | Distortion!!                                             | -          | 1편부터 3화의 엔딩 테마. 디지털 발매 한정 싱글 |
| 2022년 10월 30일 | カラカラ 달각달각                                        | -          | 4화부터 7화의 엔딩 테마. 디지털 발매 한정 싱글 |
| 2022년 11월 6일  | ギターと孤独と蒼い惑星 기타와 고독과 푸른 행성           | -          | 5화 삽입곡. 디지털 발매 한정 싱글 |
| 2022년11월 27일  | あのバンド 그 밴드                                       | -          | 8화 삽입곡. 디지털 발매 한정 싱글 |
| 2022년11월 27일  | なにが悪い 뭐가 나빠                                     | -          | 8화부터 11화의 엔딩 테마. 디지털 발매 한정 싱글 |
| 2022년 12월 25일 | 転がる岩、君に朝が降る 구르는 바위, 너에게 아침이 내린다 | -          | 12화 엔딩 테마. 디지털 발매 한정 싱글 |
| 2022년 12월 25일 | 忘れてやらない 잊어주지 않을 거야                        | -          | 12화 삽입곡. 디지털 발매 한정 싱글 |
| 2022년 12월 25일 | 星座になれたら 별자리가 될 수 있다면                     | -          | 12화 삽입곡. 디지털 발매 한정 싱글 |
| 2023년 5월 24일  | 光の中へ 빛 속으로                                       | SVWC-70620 | 완전 신곡이 되는 '빛 속으로', '푸른 봄과 서쪽 하늘' 및 각각의 Instrumental판 총 4곡을 수록. 5월 22일부터 선행 디지털 스트리밍.                       |

#### 음반
| 발매일           | 타이틀                     | 규격품번   | 비고 |
| ---------------- | -------------------------- | ---------- | --- |
| 2022년 12월 28일 | 結束バンド 결속 밴드       | SVWC-70613 | 2023년 12월 27일까지의 기간 생산 제한 판으로 CD 1장과 Blu-ray 1장으로 구성. CD에는 14곡을 BD에는 논크레딧 OP와 ED영상을 수록. 2022년 12월 25일부터 디지털 발매 개시. |
| 2024년 8월 14일  | Re:結束バンド Re:결속 밴드 | SVWC-70668 | 극장 총집편의 오프닝·엔딩 등 총 6곡을 수록한 미니 앨범. |

#### 라이브 BD / DVD
| 발매일           | 타이틀                                      | 규격품번     | 규격품번     | 비고 |
| 발매일           | 타이틀                                      | BD 한정판    | DVD 한정판   | 비고 |
| ---------------- | ------------------------------------------- | ------------ | ------------ | --- |
| 2023년 11월 22일 | 結束バンドLIVE-恒星- 결속밴드 라이브 -항성- | ANZX-10294/6 | ANZB-10294/6 | 2023년 5월 21일에 행해진 '결속밴드 라이브 -항성-'의 라이브 BD/DVD. 영상 특전으로서 '기타 히어로로의 길 번외편' 및, 2023년 4월 23일에 행해진 애니메이션의 이벤트 '봇치 더 록! 입니다.'의 영상도 수록. |

## 극장총집편
2024년 6월 7일부터 극장총집편의 전편 《극장총집편 봇치 더 록! Re:》가, 같은 해 8월 9일부터 후편 《극장총집편 봇치 더 록! Re:Re:》가 공개되었다.

### 스태프
| 원작                     | 하마지 아키        |
| 감독                     | 사이토 케이이치로  |
| 시리즈 구성·각본         | 요시다 에리카      |
| 캐릭터 디자인 총작화감독 | 케로리라           |
| 부감독                   | 야마모토 유스케    |
| 라이브 디렉터            | 카와카미 유스케    |
| 라이브 애니메이터        | 이토 유키          |
| 프롭 디자인              | 나가키 아유미      |
| 2D 웍스                  | 우메키 아오이      |
| 색채 설계                | 요코타 아스카      |
| 미술 감독                | 모리야스 야스나오  |
| 미술 설정                | taracod            |
| 촬영 감독                | 카나모리 츠바사    |
| CG 디렉터                | 미야지 카츠아키    |
| 라이브 CG 디렉터         | 우치다 히로아키    |
| 편집                     | 히라키 다이스케    |
| 음악                     | 키쿠야 토모키      |
| 음향 감독                | 후지타 아키코      |
| 음향 효과                | 야소 쇼타          |
| 애니메이션 제작          | CloverWorks        |
| 배급                     | 애니플렉스         |
| 제작                     | 애니플렉스, 호분샤 |

### 주제가
TV 시리즈에서도 사용된 곡은 생략.

#### 오프닝 테마
|        | 곡명            | 노래                         | 작사        | 작곡              | 편곡          |
| ------ | --------------- | ---------------------------- | ----------- | ----------------- | ------------- |
| Re:    | 평범하게 빛나라 | 키타 이쿠요(하세가와 이쿠미) | 히구치 아이 | 오토하-otoha-     | 미츠이 리츠오 |
| Re:Re: | 도플갱어        | 키타 이쿠요(하세가와 이쿠미) | 히구치 아이 | 토비나이 마사히로 | 미츠이 리츠오 |

#### 엔딩 테마
|        | 곡명                       | 노래                         | 작사          | 작곡                           | 편곡          | 비고                                   |
| ------ | -------------------------- | ---------------------------- | ------------- | ------------------------------ | ------------- | -------------------------------------- |
| Re:    | 지금, 나, 언더그라운드에서 | 키타 이쿠요(하세가와 이쿠미) | 키타자와 유호 | 키타자와 유호                  | 미츠이 리츠오 |                                        |
| Re:Re: | Re:Re:                     | 고토 히토리(아오야마 요시노) | 고토 마사후미 | 고토 마사후미, 야마다 타카히로 | 미츠이 리츠오 | ASIAN KUNG-FU GENERATION의 노래의 커버 |

#### 삽입곡
|        | 곡명                  | 노래                         | 작사          | 작곡                              | 편곡          |
| ------ | --------------------- | ---------------------------- | ------------- | --------------------------------- | ------------- |
| Re:    | 외톨이 도쿄           | 키타 이쿠요(하세가와 이쿠미) | 히구치 아이   | 나가이 마사미치                   | 미츠이 리츠오 |
| Re:    | 비밀 기지             | 키타 이쿠요(하세가와 이쿠미) | ZAQ           | 요시오카 다이치                   | 미츠이 리츠오 |
| Re:Re: | 작은 바다             | 키타 이쿠요(하세가와 이쿠미) | 오토하-otoha- | 오토하-otoha-                     | 미츠이 리츠오 |
| Re:Re: | 러브송을 부를 수 없어 | 키타 이쿠요(하세가와 이쿠미) | ZAQ           | 츠카다 코헤이                     | 미츠이 리츠오 |
| Re:Re: | 푸른 봄과 서쪽 하늘   | 키타 이쿠요(하세가와 이쿠미) | 히구치 아이   | 미나미다 켄고(agehasprings Party) | 미츠이 리츠오 |

## Web 라디오
2022년 9월 7일부터 온센 및 애니플렉스의 유튜브 채널에서 "봇치 더 라디오!"가 방송 중이다. 메인 퍼스널리티는 고토 히토리 역의 아오야마 요시노. 여기에 이지치 니지카 역의 스즈시로 사유미, 야마다 료 역의 미즈노 사쿠, 키타 이쿠요 역의 하세가와 이쿠미 3명이 교대로 퍼스널리티를 맡는다. 프로그램의 특징으로 아오야마가 스태프를 거치지 않고 혼자서 진행하거나 다른 퍼스널리티를 불러들인다.

## Web 프로그램
TV 애니 "봇치 더 록!" 연동 기획 '기타 히어로로의 길'
2022년 10월 6일부터 공개 개시. 기획의 최종회까지 고토 히토리역의 아오야마가, 애니메이션의 OP곡 '청춘 콤플렉스'를 기타로 칠 수 있게 되는 것을 목표로 한다.
봇치 더 토크!
2022년 10월 8일부터 공개 개시. 고토 히토라역의 아오야마, 이지치 니지카역의 스즈시로, 야마다 료역의 미즈노, 키타 이쿠요역의 하세가와 4인방이, 1화씩 애니메이션의 내용에 대해 이야기하는 토크 프로그램.